# Su Golgo

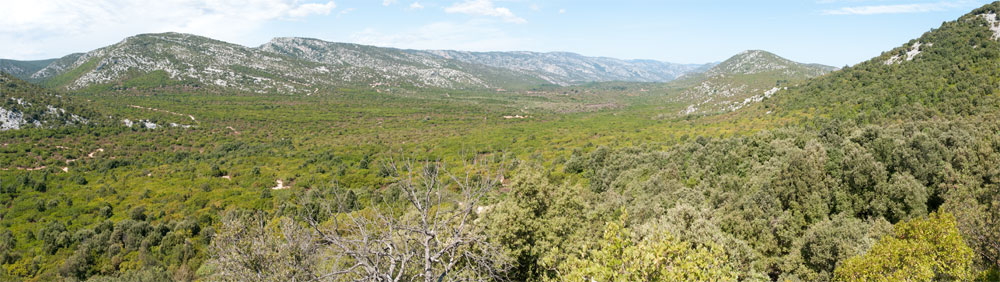
Su Golgo Hochebene von der Nuraghe "coe e serra" aus gesehen

Su Golgo ist eine von den hellen Kalkbergen des Supramonte von Baunei (italienisch Supramonte Baunese) umgebene Hochebene auf Sardinien mit einer Oberfläche aus dunkler Basaltlava. Sie gehört zu den bedeutendsten Naturreservaten der Insel und liegt im Osten der Provinz Nuoro (NU) oberhalb von Baunei.
Auf der Hochfläche liegt die kleine Wallfahrtskirche San Pietro di Golgo (um 1800 noch Santu Pedru Olgo), umgeben von Pilgerwohnungen (italienisch Cumbessias) und einer Gruppe wilder Ölbäume. Vor der Kirche steht ein menschengesichtiger Baitylos.

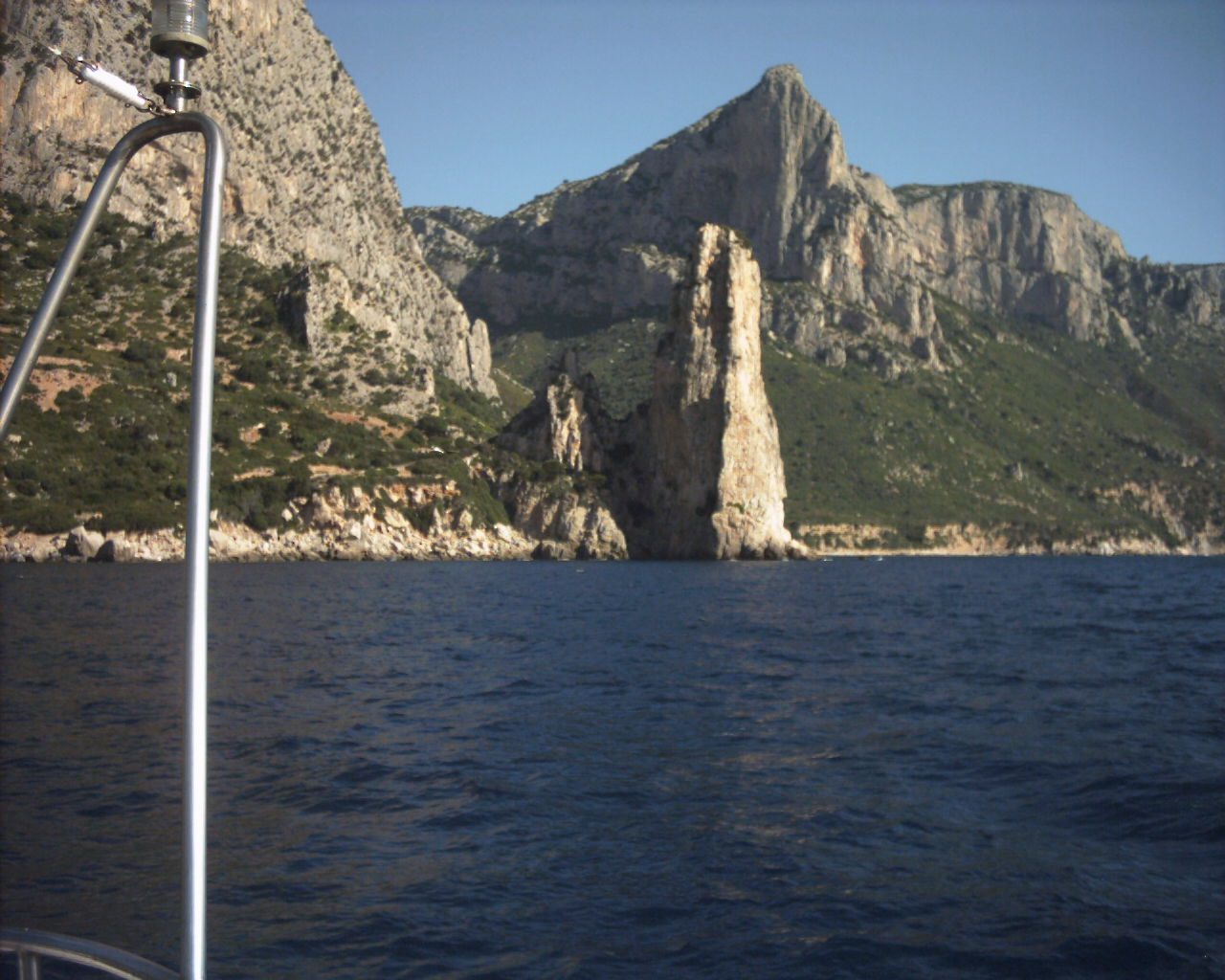
Felsnadel Pedra Longa – Langer Fels

Südlich der Kirche, vorbei an großen Basaltblöcken und Wassersammelbecken, öffnet sich der fast 300 m tiefer Karstschlund Su Sterru in der Voragine del Golgo (die Basaltdecke endet in 30 m Tiefe). Am Ostrand der Hochfläche liegt am Meer die etwa 80 m hohe Felsnadel "Punta Pedra Longa".